# ملک‌آباد (زرقان)
ملک‌آباد، روستایی در دهستان امامزاده علی بخش رحمت‌آباد شهرستان زرقان در استان فارس ایران است.

## جمعیت
بر پایه سرشماری عمومی نفوس و مسکن در سال ۱۳۹۵، جمعیت این روستا برابر با ۱۲۳ نفر (۳۴ خانوار) بوده است.